# Dasypoda vulpecula
Dasypoda vulpecula is een vliesvleugelig insect uit de familie Melittidae. De wetenschappelijke naam van de soort is voor het eerst geldig gepubliceerd in 1929 door Lebedev.